# Алешня (приток Зуши)
Алешня (устар. Олешня) — река в России, протекает в Орловской области. Устье реки находится в 61 км по левому берегу реки Зуша. Длина реки составляет 37 км.
Начало берёт в Залегощенском районе Орловской области близ села Моховое и деревни Подмаслово из слияния нескольких небольших речушек. Через несколько километров пересекает границу Мценского района. Протекает через деревни: Заброды, Арсеньево, Алексеевка, Бугры, Алешня, Богданово, Калмыково, Панама, Соймоново, Верхние и Нижние Прилепы, Синявский, впадает в реку Зуша в районе Лыково-Бухово.
Основные притоки — ручьи Сухой Дол (у бывшей деревни Заря) и Алешня (у Панамы в 18 км от устья).
Русло реки сильно извилисто. Алешня питается главным образом из родников. Вода в любое время года холодная. Течение быстрое. Глубина колеблется от полуметра до 1,9 в месте где когда-то были плотина и мельница. Дно каменистое и в некоторых местах песчаное, в местах с медленным течением илистое. По берегу многочисленные заросли ивняка. В реке водится: голавль, плотва, красноперка, пескарь, ёрш, судак, щука, окунь, лещ, язь, другая рыба, а также раки. Из млекопитающих — нутрия.

## Данные водного реестра
По данным государственного водного реестра России относится к Окскому бассейновому округу, водохозяйственный участок реки — Ока от города Орёл до города Белёв, речной подбассейн реки — бассейны притоков Оки до впадения Мокши. Речной бассейн реки — Ока.